# Минскофф
«Минско́фф» (англ. The Minskoff Theatre) — бродвейский театр, расположенный в самом начале восточной части 45-й улицы в театральном квартале Манхэттена недалеко от Таймс-сквер, Нью-Йорк, США. Один из фасадов здания выходит на Бродвей.

## История
«Минскофф» построен по проекту архитекторов Кана и Джейкобса. Фактически театр находится на третьем этаже небоскрёба «Уан-Астор-Плаза». Своё название получил в честь строителей и владельцев высотного здания — Сэма Минскоффа и его сыновей.
Театр открылся 13 марта 1973 года возрождённой постановкой мюзикла «Ирэн».
В 1981 году «Минскофф» принимал в своих стенах конкурс «Мисс Вселенная 1981».
С 13 июня 2006 года и посей день в театре идёт прокат триумфального мюзикла «Король лев», который переехал сюда из театра «Новый Амстердам». Этому мюзиклу принадлежит и кассовый рекорд «Минскоффа»: в последнюю полную неделю 2013 года восемь спектаклей «Короля льва» заработали $2 837 158.

## Основные постановки в театре
- 1973: «Ирэн» (возрождённая)
- 1975: «Хелло, Долли!» (возрождённая (негритянская труппа))
- 1977: «Пиппин» (переехала из театра «Империал»)
- 1978: «Король сердец»
- 1979: «Энгельберт на Бродвее»
- 1980: «Вестсайдская история» (возрождённая)
- 1981: «Пираты Пензанса»; Мисс Вселенная 1981
- 1983: «Мэрилин: Американская басня»
- 1986: «Милая Чарити»
- 1987: «Тедди и Элис»
- 1988: «Кабаре» (возрождённая, переехавшая из театра «Империал»)
- 1989: «Чёрное и синее»
- 1992: «Метро»
- 1993: «Иосиф и его удивительный, разноцветный плащ снов»
- 1994: «Бульвар Сансет»
- 1998: «Алый первоцвет»
- 1999: «Лихорадка субботнего вечера»
- 2001: «Приключения Тома Сойера»
- 2002: «Танец вампиров»
- 2004: «Скрипач на крыше» (возрождённая)
- 2006: «Король лев» (текущая постановка, переехавшая из театра «Новый Амстердам»)